# 埃雷罗斯德苏索
埃雷罗斯德苏索，是西班牙卡斯蒂利亚-莱昂阿维拉省的一个市镇。 总面积22km2, 总人口219人（2001年），人口密度10人/km2。